# Pastel de castaña de agua
El pastel de castaña de agua es un dim sum dulce cantonés hecho de castaña de agua en tiras. Durante el yum cha el pastel suele cortarse en trozos cuadrados y freírse antes de servirlo. Es blando, pero mantiene su forma tras la fritura. A veces se prepara con castaña de agua picada dentro de cada trozo cuadrado, siendo visible el vegetal. Uno de sus rasgos característicos es su apariencia traslúcida.
Es uno de los platos estándar presentes en la cocina dim sum de Hong Kong, China, y también se encuentra en restaurantes chinos de otros continentes.